# Колода, Вячеслав Геннадьевич
Вячесла́в Генна́дьевич Коло́да (род. 2 октября 1971, Мулловка, Мелекесский район, Ульяновская область, СССР) — советский, российский, казахстанский футболист, нападающий.

## Карьера
Воспитанник ДЮСШ № 4 Гороно Сепипалатинск. В 1988 году вместе с Кайратом Аубакировым был приглашён в местный «Спартак». Дебютировал на следующий год во второй лиге в 17-летнем возрасте. В 1990—1991 годах играл во второй низшей лиге, в 1991 году забил 18 мячей.
В 1992 году перед первым чемпионатом Казахстана вместе с группой игроков ушёл из испытывавшего финансовые проблемы «Спартака» в «Восток» Усть-Каменогорск. В 37 матчах забил 13 голов.
В 1993 году перешёл в клуб первой лиги России «Динамо» Барнаул. Перед началом следующего сезона Колода и Алексей Смертин были на просмотре в московском «Динамо», но там не задержались. Колода вернулся в Барнаул, где отыграл во второй лиге 3,5 сезона. Вторую половину 1997 года провёл в «Металлурге-Запсиб» Новокузнецк.
В межсезонье 1997/98 годов сначала отправился в «Чкаловец», но провёл сезон-1998 в узбекской «Бухаре», которую тренировал работавший ранее в барнаульском «Динамо» Станислав Каминский. Перед следующим сезоном Колода подписал контракт с новокузнецким «Металлургом», от которого успел получить автомобиль. Вскоре параллельно подписал соглашение с клубом «Аксесс-Есиль» Петропавловск, который позже возместил «Металлургу» стоимость машины.
Двукратный серебряный призёр чемпионата Казахстана. 2001 отыграл в «Елимае». В 2002 году вновь выступал у Каминского в Барнауле. Проведя 2003 год в «Есиле-Богатырь», завершил карьеру. Всего в казахстанской Премьер-лиге сыграл 119 матчей, забил 31 мяч.
В 2000 году в составе сборной Казахстана принимал участие в неофициальном международном турнире «Албена Мобител-2000» в Болгарии.
С 2004 года работал в молодёжной команде «Есиль-Богатырь». Затем семь лет провёл в сельском хозяйстве. В 2016 году возглавил ФЦ «Кызыл-Жар СК». В сентябре 2024 стал спортивным директором Кызыл-Жар СК.

## Достижения
- Серебряный призёр чемпионата Казахстана (2): 1999, 2000
- Серебряный призёр зоны «Восток» Второго дивизиона России: 1995
- Серебряный призёр 8-й зоны Второй лиги СССР: 1991
- Бронзовый призёр 8-й зоны Второй лиги СССР: 1990

## Личная жизнь
Сын Всеволод (род. 2000) — также футболист.